# Beatriz Guido

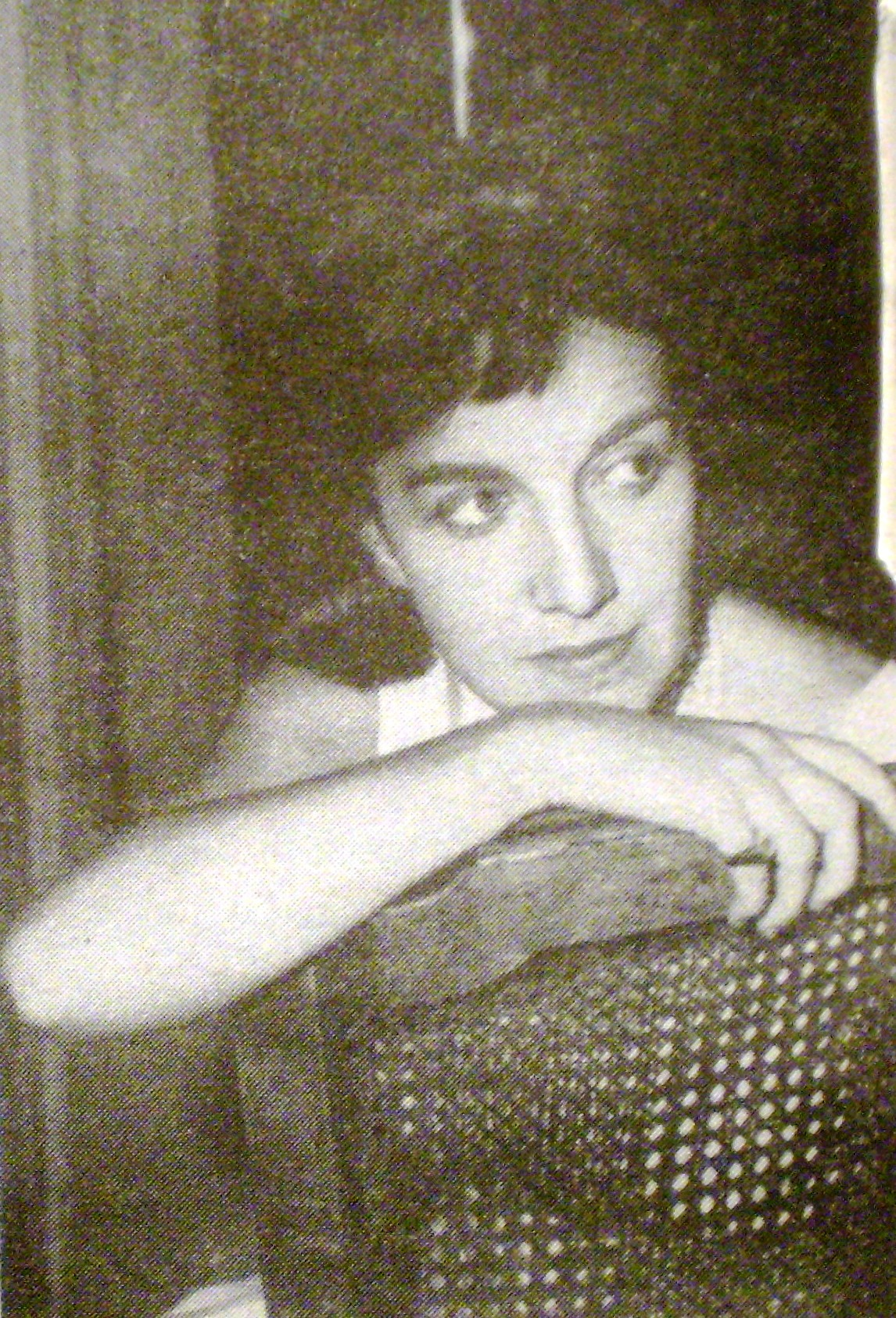
Beatriz Guido, vor 1969

Beatriz Guido (* 13. Dezember 1924 in Rosario, Provinz Santa Fe; † 4. März 1988 in Madrid) war eine argentinische Schriftstellerin; man zählt sie zur Generación del 55. Mit Silvina Bullrich, Martha Mercader und Angélica Bosco zählt Beatriz Guido zu den erfolgreichsten argentinischen Autorinnen ihrer Zeit.

## Leben
Beatriz Guido war eine Tochter des Architekten Ángel Guido, der u. a. das „Monumento Nacional a la Bandera“ geschaffen hatte und dessen Ehefrau Berta Eiran, die aus Uruguay stammte. Guido studierte an der Universidad de Buenos Aires und begann bereits während dieser Zeit mit ersten literarischen Versuchen.
1954 konnte Guido mit ihrem Erstlingsroman „La casa del ángel“ erfolgreich debütieren. Politisch interessiert und engagiert stellte sie sich gegen den herrschenden Peronismus, eine Einstellung, die auch in ihren Werken immer wieder thematisiert wurde.
Am 23. September 1950 heiratete Guido den Rechtsanwalt Julio Gottheil, von dem sie sich aber bereits 1953 wieder scheiden ließ. Am 15. April 1951 war sie Gast bei Schriftsteller Ernesto Sabato und lernte dort Leopoldo Torre Nilsson kennen, einen der wichtigsten Regisseure Südamerikas seiner Zeit. Mit ihm arbeitete sie in den folgenden Jahren zusammen; sie bearbeitete für ihn verschiedene Drehbücher und er verfilmte auch einige Romane von ihr. Im Frühjahr 1959 heirateten Guido und Torre Nilsson in Buenos Aires.
1984 berief sie Präsident Raúl Alfonsín in den Diplomatischen Dienst Argentiniens und entsandte sie noch im selben Jahr als Kulturattaché nach Madrid. Sie starb im Alter von 64 Jahren und fand dort auch ihre letzte Ruhestätte.

## Ehrungen
- Premio Konex

## Werke (Auswahl)
- Apasionados. Buenos Aires 1982.
- La casa del ángel. Novela. Buenos Aires 1954.
- La caída. Novela. Buenos Aires 1956.
- Escalandos y soledades. Buenos Aires 1970.
- Fin de fiesta. Novela. Buenos Aires 1958.
- El incendio y las vísperas. Novela. Buenos Aires 1964.
- Los insomnes. Buenos Aires 1973.
- La invitación. Novela. Buenos Aires 1979.
- Una madre. Buenos Aires 1973.
- La mano en la trampa. Buenos Aires 1961.
- Piedra libre. Buenos Aires 1976.
- Rojo sobre rojo. Novela. Buenos Aires 1987.
- Soledad y el incendiario. Buenos Aires 1982.

## Filmographie
B = Drehbuch, V = Vorlage
- 1957: Das Haus des Engels (La casa del ángel) (B)
- 1958: La Caída (B)
- 1960: Das Fest ist aus (Fin de fiesta) (V, B)
- 1961: Die Hand in der Falle (La mano en la trampa) (V, B)
- 1961: Haut in der Sonne (Piel de verano) (B)
- 1975: Das Versteckspiel (Piedra libre) (B)